# 와타리촌 (아이치현 히가시카스가이군)
와타리촌(和多里村)은 아이치현 히가시카스가이군에 설치되었던 촌이다. 현재의 고마키시 북서부에 해당한다.